# Нурказганский горно-обогатительный комбинат
Нурказга́нский горно-обогатительный комбинат (каз. Нұрқазған кен байыту комбинаты) — казахстанское предприятие-производитель меднорудного сырья. Расположен в 10 километрах к северу от города Темиртау и в 2,5 километрах от северного берега Самаркандского водохранилища, в районе горы Тулькили (Синяя сопка, 594 м). Сырьевой базой служит Самарское месторождение меди. Входит в состав производственного объединения «Карагандацветмет» корпорации «Казахмыс».

## История
Поисково-оценочные работы Самарского медно-порфирового месторождения, начатые в 1935 году, продолжились в 1953, 1961, 1963 и 1971 годах. Дальнейшая разведка рудного поля месторождения велась производственно-геологическим объединением «Центрказгеология» (1972-75).
В начале 1990-х правительство Казахстана предлагало права на недропользование месторождением австралийской компании BHP, которая, однако, отказалась. В 2002 году права на недропользование месторождения были предоставлены корпорации «Казахмыс». 13 января 2003 года рудник «Нурказган» в рамках рабочей поездки в Карагандинскую область посетил президент Казахстана Нурсултан Назарбаев. 15 января 2003 года состоялось открытие рудника «Нурказган», а в апреле 2006 года было образовано производственное объединение «Карагандацветмет», объединившее Карагайлинский ГОК, рудники «Нурказган», «Абыз» и «Кусмурун», угольный департамент «Борлы» (разрезы «Молодёжный» и «Кушокинский»), Карагандинский литейный завод и вспомогательные предприятия. В сентябре того же года на базе карьера, шахты и построенной обогатительной фабрики был образован Нурказганский ГОК. При строительстве ГОКа некоторыми казахстанскими учёными высказывались предложения вынести за пределы Темиртауского промышленного узла наиболее грязные составляющие производства (обогатительная фабрика и хвостохранилище).

## Описание и деятельность
В состав комбината входят карьер, шахта, рудообогатительная фабрика и вспомогательные цеха. Разрабатывает Самарское месторождение, запасы которого обеспечат предприятие работой на 50 лет. От станции Мырза к руднику подведена железнодорожная ветка.
Утверждённые запасы меди составляют 1,8 млн тонн (в руде), золота — 72 тонны.
На руднике ведутся интенсивные взрывные работы, что по мнению местных жителей, приводит к разрушению жилых домов и падежу скота соседних населённых пунктов.
В 2015 году два предприятия корпорации «Казахмыс» — Нургазганский ГОК и Кушокинский угольный разрез, были оштрафованы за нарушения норм промышленной безопасности, выявленные в ходе прокурорской проверки.